# Dennis E. Eckart
Denis Edward Eckart (ékart), ameriški pravnik in politik slovenskega rodu, * 6. april 1950, Euclid, Ohio.
Leta 1974 je diplomiral iz prava. Po diplomi je sprva sodeloval v krajevnem političnem življenju, nato je bil izvoljen v predstavniški dom države Ohio in leta 1981 v kongres Združenih držav Amerike, kjer je deloval v zakonodajnem, zunanjepolitičnem in drugih odborih. V letih 1978−1982 je bil tudi podpredsednik Slovenske narodne podporne jednote.